# Teublitz
Teublitz é uma cidade da Alemanha localizada no distrito de Schwandorf, região administrativa de Oberpfalz, estado de Baviera.